# Glendenningia philadelphi
Glendenningia philadelphi är en insektsart som beskrevs av Macgillivray 1954. Glendenningia philadelphi ingår i släktet Glendenningia och familjen långrörsbladlöss. Inga underarter finns listade i Catalogue of Life.